# Chanoux
Pour le protagoniste de la Résistance au Val d'Aoste, voir Émile Chanoux. Pour le fondateur du jardin botanique alpin du col du Petit-Saint-Bernard, voir Pierre Chanoux.
Chanoux (en italien Chianocco, en francoprovençal, Tsanouc) est une commune italienne de la ville métropolitaine de Turin dans la région Piémont en Italie.
Avant la période fasciste le nom officiel de la commune était Chianoc.

## Administration
| Période                                  | Période  | Identité    | Étiquette | Qualité |
| ---------------------------------------- | -------- | ----------- | --------- | ------- |
| 14 juin 2004                             | En cours | Mauro Russo |           |         |
| Les données manquantes sont à compléter. |          |             |           |         |

### Hameaux
Vernetto, Grangia, Colombè, Roccaforte, Camposciutto, Vindrolere, Crotte, Barmafeissard, Molè, Pavaglione, Lorano, Strobiette, Combe, Combette.

### Communes limitrophes
Brussol, Bussolin, Saint-Joire, Ussel